# Pseudanthias rubrolineatus
Pseudanthias rubrolineatus là một loài cá biển thuộc chi Pseudanthias trong họ Cá mú. Loài này được mô tả lần đầu tiên vào năm 1979.

## Phân bố và môi trường sống
P. rubrolineatus có phạm vi phân bố rải rác ở Tây Thái Bình Dương. Loài cá này được tìm thấy tại quần đảo Izu, bán đảo Izu và quần đảo Ogasawara (Nhật Bản); phía nam đảo Đài Loan; phía đông đảo Luzon (Philippines); xung quanh New Caledonia. Chúng sống xung quanh các rạn san hô ở độ sâu khoảng từ 25 đến 400 m.

## Mô tả
P. rubrolineatus có chiều dài tối đa được ghi nhận là 9,2 cm. Vây đuôi xẻ thùy, có các sợi vây dài ở mỗi thùy đuôi. Cá trưởng thành có nửa đầu trên và thân trước màu cam, chuyển sang màu vàng phía sau; phần bụng hơi hồng. Một dải cong màu đỏ từ trên gốc vây ngực đến phần trên của gốc vây đuôi. Một dải màu hồng nhạt từ môi trên băng xuống dưới gốc vây ngực. Mống mắt màu vàng. Vây lưng màu vàng trong, viền tím, màu đỏ đến màu cam ở gốc vây với các chấm màu vàng. Vây hậu môn tương tự vây lưng, nhưng gốc vây màu hồng. Vây ngực trong suốt. Vây bụng có màu hồng/đỏ trong. Vây đuôi có màu cam đến đỏ, chuyển sang màu vàng trong ở sau, có các sợi vây vàng trên các thùy.
Số gai ở vây lưng: 10; Số tia vây mềm ở vây lưng: 16; Số gai ở vây hậu môn: 3; Số tia vây mềm ở vây hậu môn: 7; Số gai ở vây bụng: 1; Số tia vây mềm ở vây bụng: 5.